# Pogonomys
Genre
Pogonomys est un genre de rongeurs de la sous-famille des Murinés. Ce sont des rats à queue préhensile.

## Liste des espèces
Ce genre comprend les espèces suivantes :

Selon ITIS :
- Pogonomys championi Flannery, 1988
- Pogonomys loriae Thomas, 1897
- Pogonomys macrourus (Milne-Edwards, 1877)
- Pogonomys sylvestris Thomas, 1920

avec en plus, selon MSW :
- Pogonomys fergussoniensis Laurie, 1952